# Natalja Potemina
Natalja Vjatsjeslavovna Potemina (Russisch: Наталья Вячеславовна Потемина) (Novosibirsk, 26 maart 1988) is een Russisch basketbalspeelster die uitkomt voor verschillende teams in Rusland. Ze werd Meester in de sport van Rusland, Internationale Klasse.

## Carrière
Potemina begon haar carrière in 2008 bij het jeugdteam van Tsjevakata Vologda 2. In 2010 ging Potemina spelen voor Dinamo-GUVD Novosibirsk. In 2015 ging ze naar Dinamo Moskou. In 2017 ging ze spelen voor Spartak Noginsk maar na één seizoen ging ze terug naar Dinamo Moskou. In 2020 keerde ze terug bij Dinamo Novosibirsk. 